# グレゴリオ・フェロ
グレゴリオ・フェロ（Gregorio Ferro Requeijo、1742年12月24日 - 1812年1月23日）はスペインの画家である。マドリードの王立サン・フェルナンド美術アカデミーの校長も務めた。

## 略歴
ガリシア州、ア・コルーニャ県のボケイションの貴族の家に生まれた。1750年に母親が亡くなり、父親が再婚するとサンティアゴ・デ・コンポステーラに移り、修道院で働くようになり、そこで絵を学んだ。彫刻家のフェリペ・デ・カストロに才能を見出され、15歳で絵を学ぶためにマドリードに移り、王立サン・フェルナンド美術アカデミーに入学した。美術アカデミーではアントン・ラファエル・メングスに学んだ。
ローマにも留学し、留学の費用は、師のメングスが一部負担した。当時、17歳のフランシスコ・デ・ゴヤも参加した1763年の王立美術アカデミーの絵画コンクールで、賞を受賞した。
1781年に王立美術アカデミーの会員に選ばれた。1788年にフランシスコ・バイユーの後任として王立美術アカデミーの副校長に任命され、フランシスコ・デ・ゴヤの辞任後の1791年に絵画部門の校長になった。1804年に王立美術アカデミーのの校長になったが、宮廷画家の称号を得ることはなかった。

## 作品

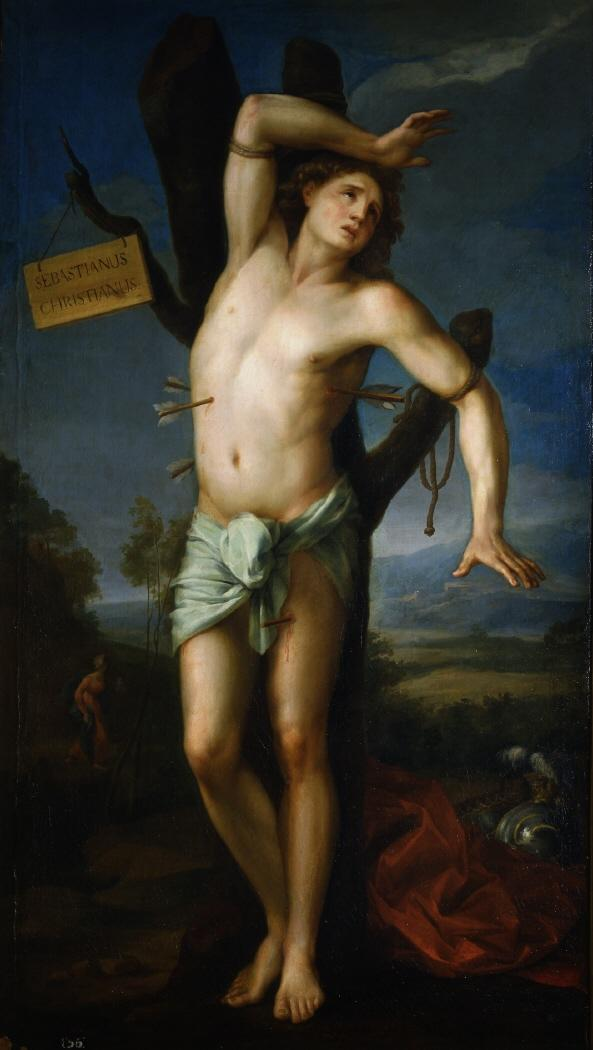
聖セバスティアヌス (1781)
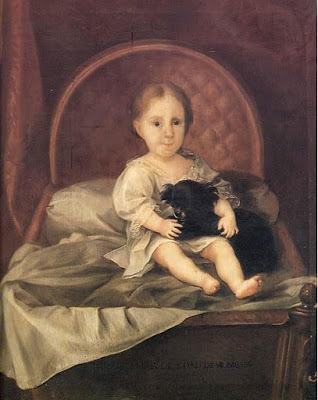
Luis María de Borbón y Vallabriga-王族
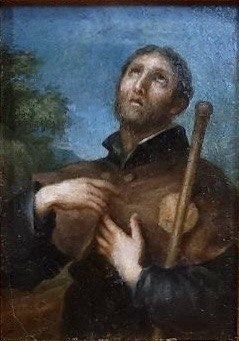
Santiago Apóstol
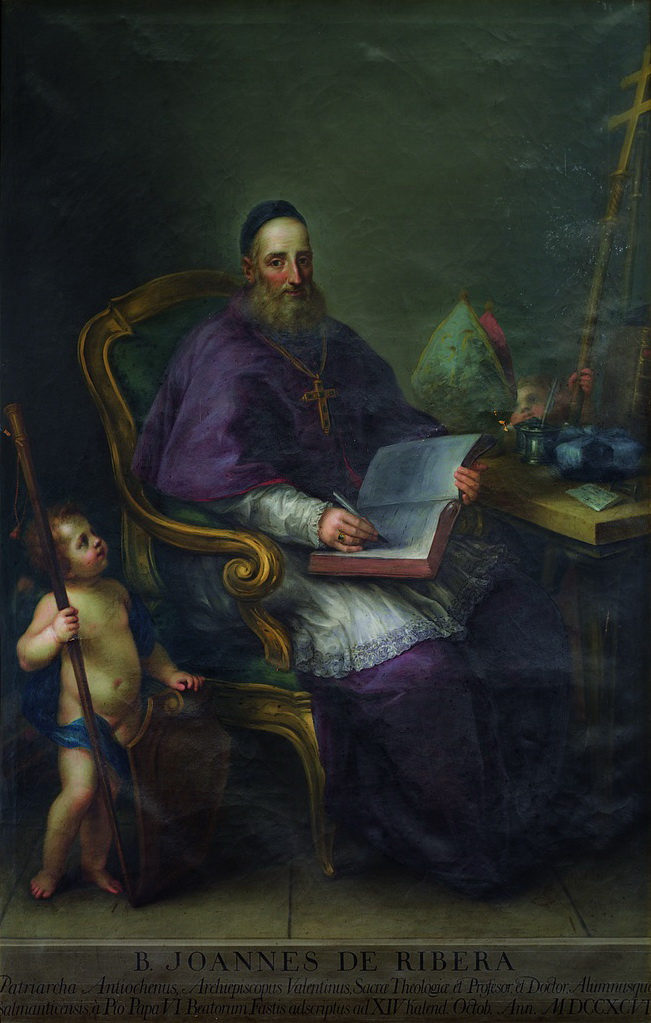
Juan de Ribera-大司教